# 蒙古牛肉
蒙古牛肉是源自臺灣的料理，也是美式中餐廳的常見料理。主要材料是薄切牛肉，通常使用側腹牛排，與蔥、洋蔥等蔬菜一併拌炒，並以醬汁調味，醬汁的材料通常使用海鮮醬、酱油和辣椒，調味通常不辣。通常會搭配米飯食用，美國餐廳則常盛放在炒冬粉上。 
蒙古牛肉一開始是在臺灣的蒙古烤肉餐館中供應的菜餚，因此其成分或制备的方法和传统的蒙古菜毫無關係。